# Los Tres
Los Tres est un groupe de rock chilien, originaire de Concepción. Il est actif de 1988 à 2000, puis de nouveau à partir de 2006. Avec une dizaine d'albums officiels et plusieurs participations à des albums collectifs et compilations, le groupe est un fidèle représentant du rock chilien, qui intègre à la fois le rockabilly et le jazz, ainsi que la musique traditionnelle de leur pays.

## Biographie

### Première phase (1987–2000)
Les origines du groupe remontent au début des années 1980 dans la ville de Concepción, capitale de la région du Biobío, lorsque des amis adolescents Roberto « Titae » Lindl et Álvaro Henríquez, forment divers groupes durant leurs années rockabilly avec lesquels ils jouent dans les universités, clubs et bars de la ville, interprétant des reprises de morceaux de Chuck Berry, Gene Vincent et Elvis Presley. Avec Francisco Molina (futur cofondateur de Los Tres) en plus de Gilles Marie, Rodolfo Lindl et Fernando Saavedra, ils forment le groupe Dick Stones ; plus tard, avec le batteur Andrés Valdovinos, Los Escalímetros, et en 1984, avec Jorge Yogui Alvarado (futur leader de Clandestine Emotions) le groupe Los Ilegales.
Titae part alors pour un an et demi en Autriche afin d'étudier la musique, ce qui aboutira à ses premières approches du jazz, un des styles qui caractériseront plus tard le style musical de Los Tres. Après son retour au Chili, en mars 1987, le trio, formé par Álvaro, Titae et Pancho, se retrouve cette fois sous le nom définitif de Los Tres. La même année, ils décident de s'installer dans la capitale Santiago, jouant au centre culturel Estación Mapocho. Parallèlement aux activités de Titae en tant que contrebassiste de l'Orquesta Sinfónica Juvenil, et de Henríquez en tant qu'interprète dans la pièce acclamée La Negra ester, le Teatro Provisorio leur confie en 1988 la musicalisation de son œuvre Y Warhol, qu'ils réalisent en s'inspirant d'Andy Warhol avec le groupe The Velvet Underground à New York. 
En 1991, Los Tres publient leur premier album, Los Tres, publié au label Alerce. Il comprend des morceaux comme Pájaros de Fuego, He barrido el sol, La Primera vez, implicitement dédié à Augusto Pinochet, et Un amor violento.
En 1993 sort leur deuxième album, Se remata el siglo, publié ua label Sony Music. L'album se caractérise par un son plus rock que le précédent. Certaines de ses chansons ont des riffs marqués, d'autres sont associées au grunge, style très à la mode dans ces années, et même deux chansons sont chantées en anglais.
Pour la première phase, le groupe se sépare en 2000.

### Deuxième phase (depuis 2006)

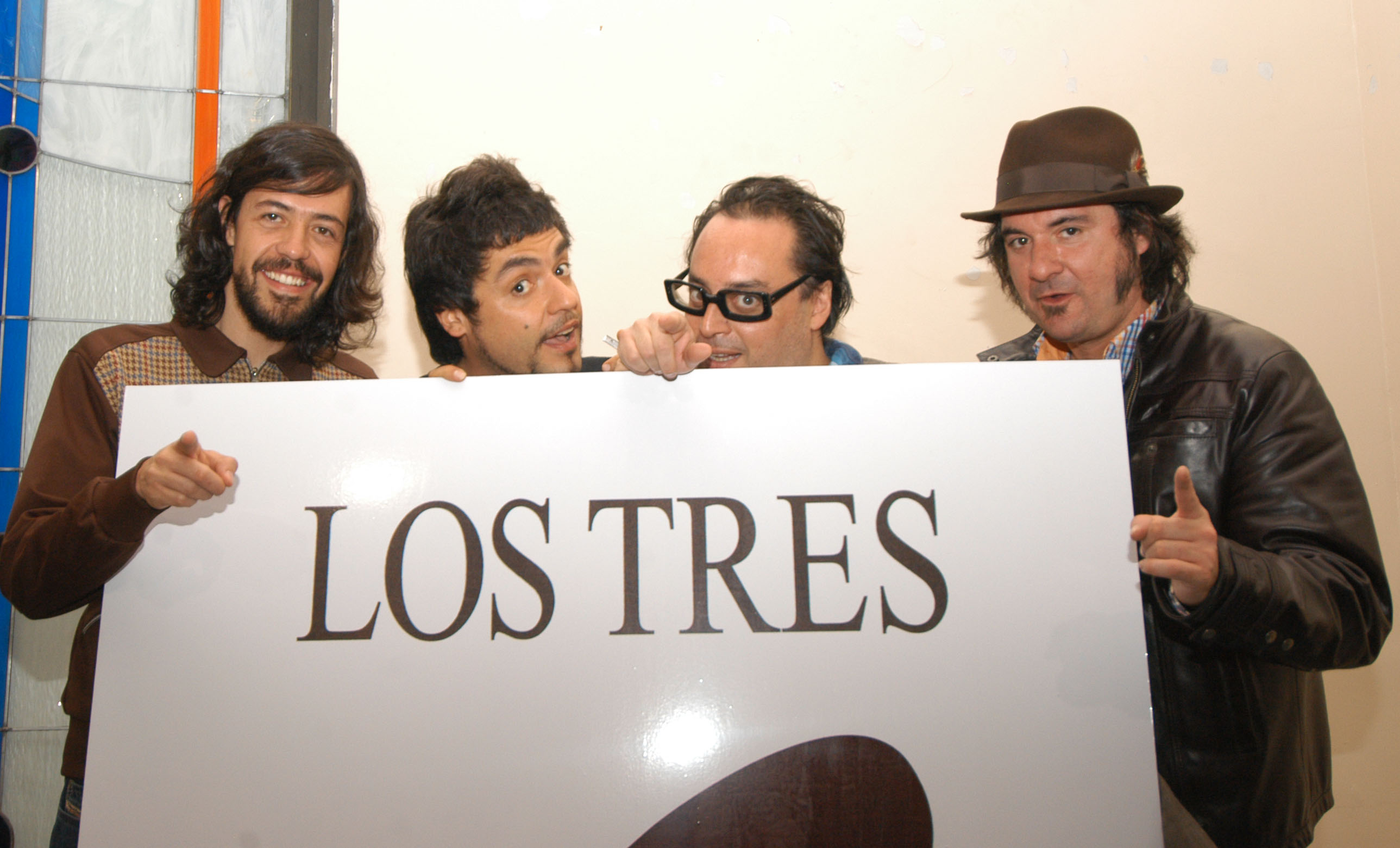
Los Tres avec Emmanuel del Real, producteur de l'album Hágalo usted mismo en 2006.

En 2006, après avoir rejeté une offre en millions des organisateurs du Festival de Internacional de la Canción de Viña del Mar pour réunir le groupe, le 4 mars, ce dernier annonce son retour avec les membres d'origine : Álvaro Henríquez , Roberto « Titae » Lindl et Ángel Parra. En plus de Manuel Basualto, en tant que batteur invité. Le 3 juillet 2006 sort le nouvel album du groupe, Hágalo usted mismo, qui comprend dix nouveaux morceaux, parmi lesquels se distinguent les singles Camino, Cerrar y abrir et le morceau-homonyme de l'album, Hágalo usted mismo. 
Le 1er janvier 2014, le groupe sort Hey Hey Hey, le premier single de leur prochain album. Son clip, réalisé par Boris Quercia, est critiqué par la directrice du Service national de la femme (Sernam), Loreto Seguel, car selon elle, il « naturalise la violence et le fémicide comme moyen de résoudre les conflits. »

## Membres
- Álvaro Henríquez - seconde guitare, chant
- Ángel Parra - guitare solo, chœurs
- Roberto Lindl (Titae) - basse, contrebasse, accordéon
- Francisco Molina - batterie, percussions

## Discographie
- 1991 - Los Tres
- 1993 - Se remata el siglo
- 1995 - La Espada y la pared
- 1997 - Fome
- 1999 - La Sangre en el cuerpo
- 2006 - Hágalo usted mismo
- 2010 - Coliumo